# Chris Joss
Chris Joss, né le 24 novembre 1964, est un musicien français, multi-instrumentiste et autodidacte. Fortement influencé par la musique de film de Lalo Schifrin, John Barry et Quincy Jones, Joss a fait ses débuts en 1996 avec son premier album The Man With a Suitcase qui marquait l'ouverture de son œuvre qualifiée de « funky » et « downtempo ».
En 2004, son album You've Been Spiked est diffusé dans une réédition par la maison de disques ESL, ce qui permet à Joss de connaître du succès en Amérique .  
Quatre ans plus tard, on voit apparaître l'album Teraphonic Overdubs qui sera le premier de quatre albums parus en quatre ans. Le plus récent album ajouté à sa discographie, Volume II, est paru en février 2019

## Discographie
- The Man With A Suitcase (1999)
- Dr Rhythm (2002)
- You've Been Spiked (2004)
- Teraphonic Overdubs (2008)
- Sticks (2009)
- Monomaniacs Volume 1 (2010)
- No Play No Work (2011)
- Bimbo Satellite (2014)
- Escape Unlikely (2016)
- Misophonia (2018)
- Volume II (2019)